# CSD Graz

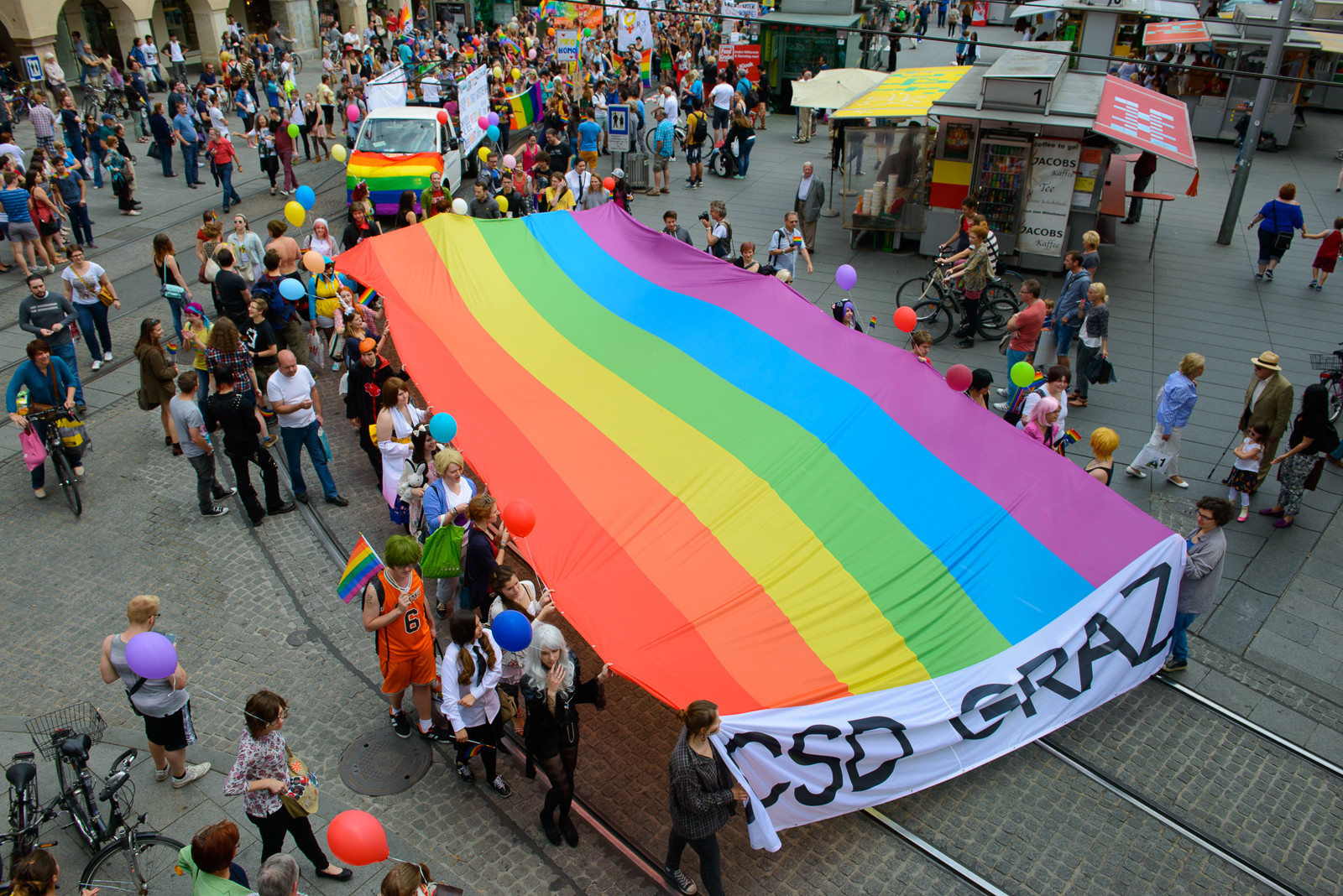
Erste CSD-Parade in Graz, Foto: Michael Geramb

Der Christopher Street Day (CSD) Graz ist die zweitgrößte Pride-Parade in Österreich nach der Wiener Regenbogenparade.
Im Juli 1992 fanden in Graz eine Aktionen zum Christopher-Street-Day im Grazer Stadtpark statt.
2009 und 2010 wurden anlässlich des CSD Infostände am Grazer Hauptplatz organisiert. 2012 fand zum ersten Mal ein CSD Parkfest im Volksgarten statt.
Seit 2014 findet jährlich im Juni auch eine Parade statt und wird ehrenamtlich von den queeren Referaten der Grazer Hochschulen veranstaltet. Die Parade beginnt am Opernhaus und endet im Volksgarten, wo im Anschluss an die Parade das CSD-Parkfest mit Konzerten und Reden stattfindet.
Wo 2019 noch rund 3000 Menschen an der Parade teilnahmen sprachen 2024 die Veranstalter mittlerweile von mehr als 15000 Demonstranten.